# Ramu (cidade)
Ramu (em bengali:  রামু) é uma upazila (subunidade de distrito) do distrito de Cox's Bazar, na divisão de Chittagong, em Bangladesh.

## Geografia
Ramu está localizada nas coordenadas 21° 27′ 30″ N, 92° 06′ 00″ L. Tem 26.964 domicílios e a área da cidade é de 22,03 km2.[carece de fontes?]

## Dados demográficos
Segundo o censo de Bangladesh de 1991, Ramu tinha uma população de 167.480 habitantes. Os homens constituem 51,41% da população e as mulheres 48,59%. A população de dezoito anos desta Upazila era de 74.742. Ramu tinha uma taxa média de alfabetização entre os habitantes da cidade de 34%, e a média nacional de 32,4% de alfabetizados. Ramu thana foi transformada em upazila em 1983. É composta por 9 freguesias da união, 39 mouzas e 102 aldeias.

## Administração
Ramu Upazila é dividida em 11 paróquias sindicais: Chakmarkul, Dakshin Mithachhari, Eidghar, Fotekharkul, Garjoniya, Jouarianala, Kacchapia, Kauwarkhop, Khuniapalong, Rajarkul e Rashidnagar. As paróquias da união são subdivididas em 39 mauzas e 102 aldeias.